# Roseville (Califòrnia)
Roseville és una població dels Estats Units a l'estat de Califòrnia. Segons el cens del 2009 tenia 112.343 habitants.

## Demografia
Segons el cens del 2000, Roseville tenia 103.845 habitants, 42.538 habitatges, i 21.855 famílies. La densitat de població era de 1.012,4 habitants/km².
Dels 42.538 habitatges en un 35,4% hi vivien nens de menys de 18 anys, en un 57,1% hi vivien parelles casades, en un 10,1% dones solteres, i en un 29% no eren unitats familiars. En el 23,1% dels habitatges hi vivien persones soles el 9,2% de les quals corresponia a persones de 65 anys o més que vivien soles. El nombre mitjà de persones vivint en cada habitatge era de 2,57 i el nombre mitjà de persones que vivien en cada família era de 3,03.
Per edats la població es repartia de la següent manera: un 26,8% tenia menys de 18 anys, un 7% entre 18 i 24, un 30,8% entre 25 i 44, un 21% de 45 a 60 i un 14,5% 65 anys o més.
L'edat mediana era de 36 anys. Per cada 100 dones de 18 o més anys hi havia 88,8 homes.
La renda mediana per habitatge era de 57.637 $ i la renda mediana per família de 65.929 $. Els homes tenien una renda mediana de 50.426 $ mentre que les dones 35.494 $. La renda per capita de la població era de 27.021 $. Entorn del 3,4% de les famílies i el 4,9% de la població estaven per davall del llindar de pobresa.

## Poblacions més properes
El següent diagrama mostra les poblacions més properes.